# Almucs de Castelnau
Almucs de Castelnau oder Almucs de Castelnou, möglicherweise auch Almodie de Châteauneuf-Randon (* ca. 1140; † vor 1184), war eine okzitanische Trobairitz, ein weiblicher Troubadour, aus einer Stadt in der Nähe von Avignon in der  Provence. Andere Schreibweisen ihres Namens sind Almuc, Amucs, Almois, Almurs oder Almirs.
Almucs’ einziges überliefertes Werk ist ein Jeu parti mit Iseut de Capio, einer anderen Trobairitz. Das Lied ist überliefert in einem Cancionero (Lieder- und Gedichtsammlung) begleitet mit einem Razo, einer erläuternden, begleitenden „Begründung“ in Prosaform. Danach bittet Iseut Almucs inständig einen gewissen Gigo (Gui), den Herrn von Tournon (Tornon) im Vivarais, Gnade zu gewähren. Gigo ist Iseuts Ritter und hat Almucs gegenüber „einen großen Fehler“ begangen. Gigo bereute jedoch weder, noch bat er um Vergebung, und so antwortete Almucs Iseut mit einer eigenen Cobla. Dieser Austausch wurde auf den Zeitraum um 1190 datiert. Almucs wird zudem im Gedicht La de chan der Trobairitz Castelloza erwähnt (...dompna nal murs...).

## Identifizierungen

### Almodis de Caseneuve
Almucs kann mit einer gewissen Almodis von Caseneuve identifiziert werden, das nicht weit von Avignon und in der Nähe von Les Chapelins liegt, möglicherweise die Heimat von Iseut de Capio. Chronologisch gesehen wären Almodis und Almucs Zeitgenossinnen gewesen, und für die Herren von Caseneuve sind Beziehungen zu anderen Troubadouren dokumentiert. Almodis war die zweite Frau von Guiraut I. de Simiane, der auch Apt und Gordes regierte. Sie gebar vier Söhne, darunter Raimbout d’Agould, den zweitältesten, der 1173 seinen Vater auf einem Kreuzzug begleitete. Da Raimbout zu dieser Zeit alt genug gewesen sein muss, um eine lange und beschwerliche Reise zu unternehmen, und Guirauts erste Frau 1151 gestorben war, muss die Hochzeit von Almodis zwischen diesem Datum und ungefähr 1161 liegen (unter der Annahme, dass der älteste Sohn zur Zeit des Kreuzzuges mindestens zwölf Jahre alt gewesen sein muss). Bogin vermutet, dass ein Witwer wie Guiraut schnell wieder geheiratet hätte und dass Almodis daher wahrscheinlich nicht viel später als 1140 geboren wurde.
Wenn der in den Dokumenten von 1113 und 1120 erwähnte Guiraut de Simiane derselbe ist wie Almodis’ Ehemann, ist es wahrscheinlich, dass er mit der Hoffnung, im Osten zu sterben, auf den Kreuzzug ging. Guiraut war 1150 Zeuge des Testaments von Tibors de Sarenom, der Mutter von Raimbaut d’Aurenga. Im Jahre 1184 machte Raimbout d’Agould im Namen seiner vermutlich verstorbenen Eltern eine Schenkung an die Abtei von Sénanque. Raimbout wird in der Folge häufig von Gaucelm Faidit als N’Agout erwähnt.

### Frau des Guigo de Randon
Es ist alternativ möglich, dass Almucs die Frau von Guigo de Castelnou de Randon war, der um 1200 lebte.

## Text des Austauschs zwischen Almucs und Iseut
“Dompna n’Almucs, si·us plages

be·us volgra pregar d’aitan

que l’ira e·l mal talan qu’el a fait vas mi tan gran,

vos fezes tenir merces ben fora dreich que n’agues

5 de lui que sospir’ e plaing,

e muor languent e·s complaing

e quier perdon humilmen;

be·us fatz per lui sagramen,

si tot li voletz fenir,

10 qu’el si gart meilz de faillir.

Dompna n’Iseus, s’ieu saubes

qu’el se pentis de l’engan

qu’el a fait vas mi tan gran,

ben fora dreich que n’agues

15 merces; mas a mi no·s taing,

pos que del tort no s’afraing

ni·s pentis del faillimen,

que n’aja mais chauzimen;

mas si vos faitz lui pentir

20 leu podretz mi convertir.”

## Nachleben
Judy Chicago widmete ihr eine Inschrift auf den dreieckigen Bodenfliesen des Heritage Floor ihrer Installation The Dinner Party. Die mit dem Namen Almucs de Castelnau beschrifteten Porzellanfliesen sind dem Platz mit dem Gedeck für Eleonore von Aquitanien zugeordnet.